# Sphagnum africanum
Sphagnum africanum är en bladmossart som beskrevs av Welwitsch och Jean Étienne Duby 1872. Sphagnum africanum ingår i släktet vitmossor, och familjen Sphagnaceae. Inga underarter finns listade i Catalogue of Life.